# 말라위 대학교
말라위 대학교(영어: University of Malawi, UNIMA)는 1965년에 설립된 공립 대학으로, 2021년 5월 4일까지 대학이 연결 해제될 때까지 좀바, 블랜타이어, 릴롱궤에 위치한 4개의 구성 대학으로 구성되었다. 4개의 대학 중 가장 큰 대학은 좀바(현재 삼손 사지두 부총장 하의 말라위 대학교)에 있는 총장대학이다. 말라위 정부 교육 시스템의 일부이다. 마지막 부총장은 존 칼렌가 사카 교수였다.

## 역사
말라위 대학교는 말라위 독립 이후 몇 달 뒤에 설립되었다. 최초 등록은 블랜타이어에서 90명의 학생들로 구성되었다. 1965년 블랜타이어에서 교육이 시작되었고, 2년 안에 음펨바의 행정학 연구소, 블랜타이어의 소체힐 교육대학과 폴리테크닉, 릴롱궤의 분다대학이 이 대학의 단과대학이 되었다. 1973년 폴리테크닉과 분다대학을 제외한 대학의 구성원들이 모두 좀바로 이주하면서 총장대학으로 통합되었다. 1979년 카무즈 간호대학이 이 대학의 단과대학이 되었고, 1991년 블랜타이어의 의과대학이 추가 구성 대학으로 형성되었다.

### 자유와 민주주의를 위한 청년
자유와 민주주의를 위한 청소년(YFD)은 캠퍼스의 학생 정치 압력 단체이다. 그들은 캠퍼스의 학생들에게 배포되는 "주간 정치 업데이트"를 발행한다. 그들은 말라위의 통치와 팔라딘 에너지 광산 회사에 대해 비판적이었다. 9월 중순, 말라위 경찰은 이 단체의 몇몇 구성원들을 체포했다. 그들은 또한 YFD의 회장인 21살의 흑인 모세를 체포하고 그를 심문했다. 일주일 후, 말라위 폴리테크닉의 4학년 공대생인 25살의 로버트 차소와가 숨진 채 발견되었다. 경찰은 이것을 자살로 판결했지만 비평가들은 그가 살해되었다고 믿고 있다.

## 구성대학 및 대학

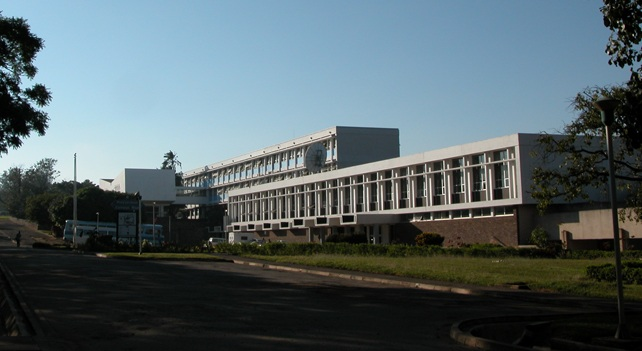
말라위 폴리테크닉

### UNIMA ECAMPUS
2023년 말라위 대학교(UNIMA)는 교육 제공의 상당한 디지털 확장인 UNIMA ECAMPUS를 도입했다. 교육에 대한 저렴한 접근성을 확장하려는 말라위 정부의 약속과 일치하는 이 이니셔티브는 UNIMA의 2022-2026 전략 계획의 중추적인 부분이다. ECAMPUS는 접근 가능하고 고품질의 온라인 학습 기회를 제공하여 물리적 장벽을 깨고 학생들 간의 국제 협력과 문화 교류를 강화하는 것을 목표로 한다.
ECAMPUS는 프로젝트 관리, 인적 자원 관리, 비즈니스 관리, 회계, 재무 및 사이버 보안과 같은 분야의 전문 MBA, MSc, DBA, PhD 및 BSc 프로그램을 포함한 다양한 학부 및 대학원 프로그램을 제공한다. 이러한 프로그램은 진화하는 글로벌 취업 시장의 요구를 충족시키기 위해 설계되었다.
미국에 기반을 둔 에듀테크 단체인 아스트리아 러닝과의 파트너십에 힘입어, ECAMPUS는 온라인 프로그램과 관련된 모든 콘텐츠를 호스팅하는 포괄적인 온라인 플랫폼이다. 이 협업은 디지털 도서관, 저렴한 노트북 및 태블릿의 지원으로 디지털 학습 경험을 향상시켜 학생들이 온라인 교육에 필요한 리소스에 액세스할 수 있도록 보장한다.
예비 학생들은 다양한 학생들이 이러한 혁신적인 온라인 프로그램에 등록할 수 있도록 설계된 입학 기준과 함께 온라인으로 ECAMPUS 프로그램에 지원할 수 있다. UNIMA ECAMPUS는 교육 접근성을 높이고 말라위 2063 의제에 명시된 목표를 달성하기 위한 전략적 움직임으로, 디지털 시대에 적응하고 국내외적으로 교육적 영향을 확장하려는 UNIMA의 헌신을 나타낸다.
UNIMA ECAMPUS의 설립은 말라위 대학교의 역사에 중요한 이정표로서 디지털 교육을 수용하기 위한 대학의 헌신과 사회경제적 발전과 진보를 촉진하기 위한 대학의 역할을 의미한다. 이러한 이니셔티브는 대학의 국제적 가시성을 높이고 글로벌 학계에 크게 기여할 것으로 기대된다.

## 입학
말라위 대학교의 2007년 정규 학생 수는 6,257명이었다. 그 중 6226명이 말라위 시민이었고, 26명이 SADC 국가 출신이었고, 5명이 SADC가 아닌 다른 국가 출신이었다.

## 저명한 사람들
- 라자루스 차퀘라 - 말라위의 대통령
- 사울로스 칠리마 - 말라위의 부통령